# Mori (futbolista)
Antonio Martínez Sánchez (Barbate, Cádiz, España, 15 de diciembre de 1951) es un exfutbolista español que se desempeñaba como delantero.

## Clubes
| Club                | País   | Año       |
| ------------------- | ------ | --------- |
| C. D. Málaga        | España | 1970-1973 |
| Cádiz C. F.         | España | 1973-1975 |
| R. C. Celta de Vigo | España | 1975-1984 |